# Joaquín Romero Maura
Joaquín Romero Maura (Niza, 1940-Zaragoza, 5 de junio de 2022) fue un historiador español. Destacó por su obra La rosa de fuego, un estudio sobre el obrerismo barcelonés de la primera década del siglo XX.

## Biografía
Nació en la ciudad francesa de Niza en 1940, nieto del político Miguel Maura Gamazo. Estudiante de Derecho en Barcelona, más adelante cursó un doctorado en Historia por la Universidad de Oxford. Fue autor de obras como La Rosa de Fuego. Republicanos y anarquistas: la política de los obreros barceloneses entre el Desastre colonial y la Semana Trágica (1899-1909) (Grijalbo, 1975) y La romana del diablo. Ensayos sobre la violencia política en España (1900-1950) (Marcial Pons, 2000); además de editor de Así cayó Alfonso XIII: de una dictadura a otra (Marcial Pons, 2007), de Miguel Maura, publicada por primera vez en 1962, con un amplio estudio introductorio y nuevos materiales —"apuntes, discursos, artículos y cartas"—, algunos inéditos. Falleció en Zaragoza el 5 de junio de 2022. Fue testaferro del monarca Juan Carlos I en dos trust de la isla de Jersey.